# 乙島
乙島（おとじま）は、宮崎県門川町門川湾の沖合いにある無人島である。

## 概要
周囲は約4キロ。島の西側にはキャンプ場やバンガローがあり、キャンプやレジャースポットとして整備されている。通称「夢人島サバイバルアイランド」。キャンプ場として開設されているのは7月～8月。
島周辺は絶好の磯釣り場となっている。
海食洞穴が7つあり、中でも最大の洞穴は「茶屋の大門」と呼ばれ、高さ14m、幅8m、奥行63mにも及ぶ。
島名の由来には諸説ある。その中でも広く知られている説は、島の形状が女性が仰臥しているように見えることからかつて「乙女ノ島」とよばれ、それが略され「乙島」になったというものである。この説は観光パンフレットでも紹介されている。

## 自然
島内には暖性植物が密生しており、天然記念物のカラスバトなど野鳥も多く生息している。
国有林となっており乙島風景林が設定され、島の全域が日豊海岸国定公園第二種特別地域、魚つき保安林である。

## 交通アクセス
- 門川町の門川漁港から渡船で約5分。